# 楊慎

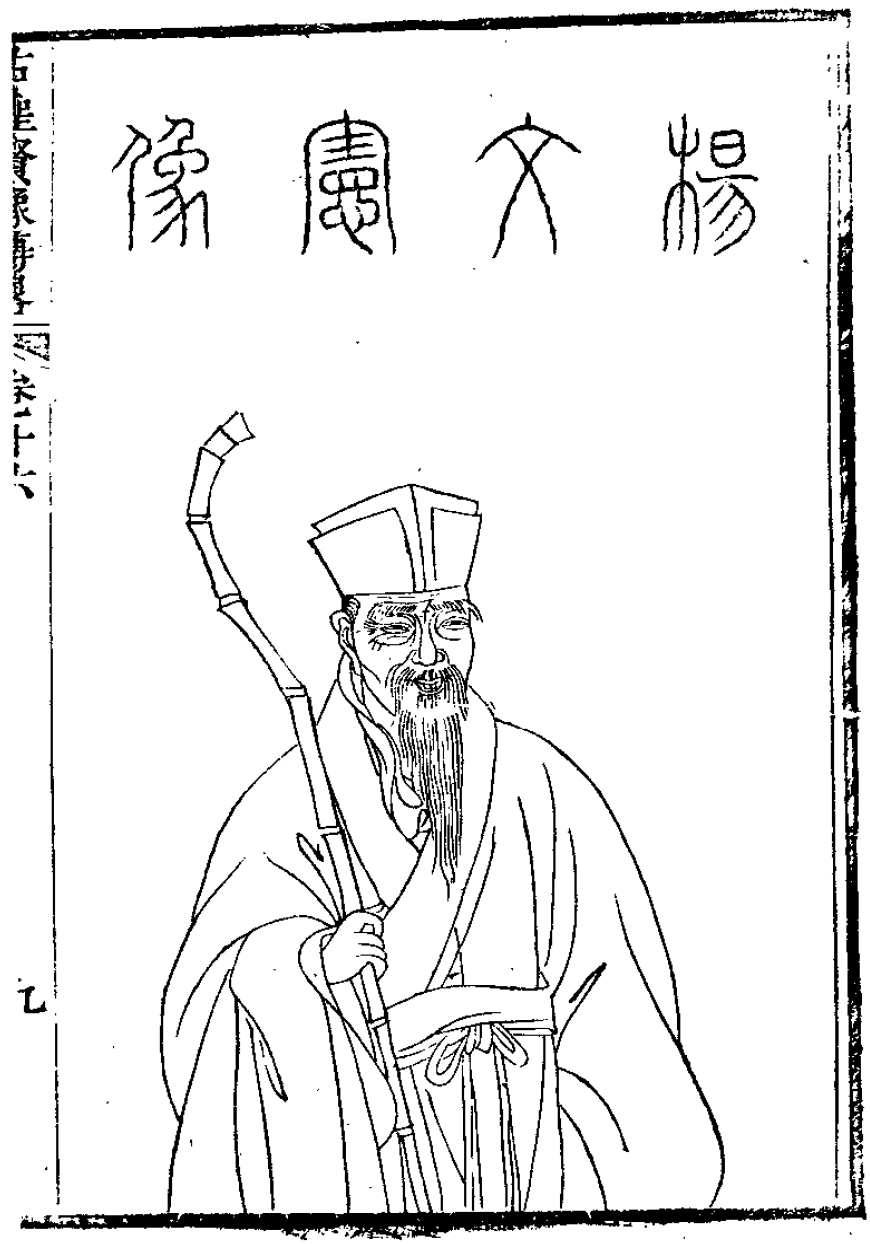
楊慎

楊 慎（よう しん、1488年 - 1559年）は、明の文人。字は用修。号は升庵、別の号に博南山人・博南戍史がある。諡号は文憲。

## 生涯
先祖の本貫は吉安府廬陵県。成都府新都県に生まれる。父の楊廷和は少師大学士であった。4歳の時に母から唐代の絶句を教えられ、すぐに暗誦したという。12歳の時に祖母の訃報を受けた父に従って蜀に行き、そこで父から『易経』を教えられ、「古戦場文」という一文を作っている。文中「青楼は紅粉の魂を断ち、白日は翠苔の骨を照らす」という名句があり、人々に愛唱されたという。弘治14年（1501年）に渭城を通り過ぎた際、「送別の詩」と「霜葉詩」を作り、さらに「万葉詩」が後に吏部尚書となる詩人の李東陽に認められ、その門人となった。正徳2年（1507年）に四川の郷試を受験し抜群の成績で選抜され、祭酒・玉類が楊慎を試験した後に「いずれ天下の士となるだろう」と評した。この正徳6年（1511年）の会試に第2位、殿試では24歳で第1位（状元）となり、翰林修撰を授けられる。正徳9年（1514年）に経筵展書官となり「文献通考」を校訂する。楊慎は時の皇帝であった武宗正徳帝が宣府鎮・大同鎮・楡林鎮などを軍人訓練と称して巡回し遊蕩にふけっていたことを憂い、たびたび切諫したが聴かれなかった。世宗嘉靖帝が即位し経筵（皇帝に対し講義をする役職）を開いたときにその講官となり「尚書」を進講した。嘉靖2年（1523年）に「武宗実録」を編纂。嘉靖3年（1524年）に父の楊廷和が大礼の議問題のために内閣大学士を辞任し、さらに桂萼・張璁らが起用されたことに反対し、皇帝に再三具申したために平民に落とされて雲州永昌衛に流刑となり、嘉靖38年（1559年）6月に没する。享年72。著述は百余種におよび、ほとんど3000巻に近いという。

## 著作
- 『滇程記』
- 『丹鉛総録』
- 『古音猟要』
- 『全蜀藝文志』
- 『春秋地名考』
- 『升庵詩話』
- 『升庵集』

## 著名な作品
| 臨江仙         |            |                                                   |
| 原文           | 書き下し文 | 通釈                                              |
| 滾滾長江東逝水 |            | 滔滔たる長江の流れは東へ                          |
| 浪花淘盡英雄   |            | 波は英雄をすくい尽くす                            |
| 是非成敗轉頭空 |            | 善悪成敗がいかになろうと かれらはもはや存在しない |
| 青山依舊在     |            | 青き山々は今も                                    |
| 幾度夕陽紅     |            | 夕日に映えている                                  |
| 白髪漁樵江渚上 |            | 白髪の漁師は川面にて                              |
| 慣看秋月春風   |            | 秋月春風にひたねる                                |
| 一壺濁酒喜相逢 |            | 一壺の濁り酒とともに寄り逢えば                    |
| 古今多少事     |            | 古今のどんな出来事も                              |
| 都付笑談中     |            | すべて笑い話となる                                |